# آر زن برزنجیر
آر زن برزنجیر یک ستاره است که در صورت فلکی آندرومدا قرار دارد.